# Jo Tenfjord
Johanne Marie Giæver Tenfjord född 13 augusti 1918 i Oslo, död 12 juni 2007, var en norsk bibliotekarie, författare, översättare, förläggare och kulturarbetare. Hon blev känd för sin förmedling av äventyr och myter. Dessa omfattar både egendiktade, översatta och vidareberättade berättelser byggda på myter.
Tenfjord arbetade under perioden 1940 till 1947 som bibliotekarie vid Deichmanske bibliotek i Oslo. Senare studerade hon barnlitteratur, och undervisade i ämnet vid Statens bibliotekhøgskole. Hon arbetade också som redaktör för Bokklubbens Barn.
Tenfjord debuterade litterärt 1941 under pseudonymen Guri Gla med boken Valsesommer. Hon gav också ut boken Hannemor vil ikke gifte seg under samma pseudonym (1942). 1956 gav hon ut boken Skjønnhetsdronning under pseudonymen Hannebo Holm.
Som översättare har hon bland annat översatt böcker av Astrid Lindgren, Hans Peterson, Anna Riwkin-Brick, Maria Gripe och Birgitta Ek till norska.